# Raphia (plant)
Raphia is een geslacht uit de palmenfamilie (Arecaceae). The Plant List erkent twintig soorten. De soorten komen voor in zuidelijk Centraal-Amerika, noordelijk Zuid-Amerika, tropisch en zuidelijk Afrika en op Madagaskar.

## Soorten
- Raphia africana Otedoh
- Raphia australis Oberm. & Strey
- Raphia farinifera (Gaertn.) Hyl.
- Raphia gentiliana De Wild.
- Raphia hookeri G.Mann & H.Wendl.
- Raphia laurentii De Wild.
- Raphia longiflora G.Mann & H.Wendl.
- Raphia mambillensis Otedoh
- Raphia mannii Becc.
- Raphia matombe De Wild.
- Raphia monbuttorum Drude
- Raphia palma-pinus (Gaertn.) Hutch.
- Raphia regalis Becc.
- Raphia rostrata Burret
- Raphia ruwenzorica Otedoh
- Raphia sese De Wild.
- Raphia sudanica A.Chev.
- Raphia taedigera (Mart.) Mart.
- Raphia textilis Welw.
- Raphia vinifera P.Beauv.